# Ford Motor Argentina
Ford Motor Argentina es una subsidiaria de Ford Motor Company, fundada en Buenos Aires en 1913. Sus primeros productos fueron el Modelo T ensamblado a partir de kits de desmontaje completo (CKD) proporcionados por Ford Motor Company en 1917. Sin embargo, Ford Motor Argentina es más conocida por producir la versión argentina del Ford Falcon, originalmente un modelo estadounidense introducido en Argentina en 1961, pero adaptado al mercado del país sudamericano.

## Historia

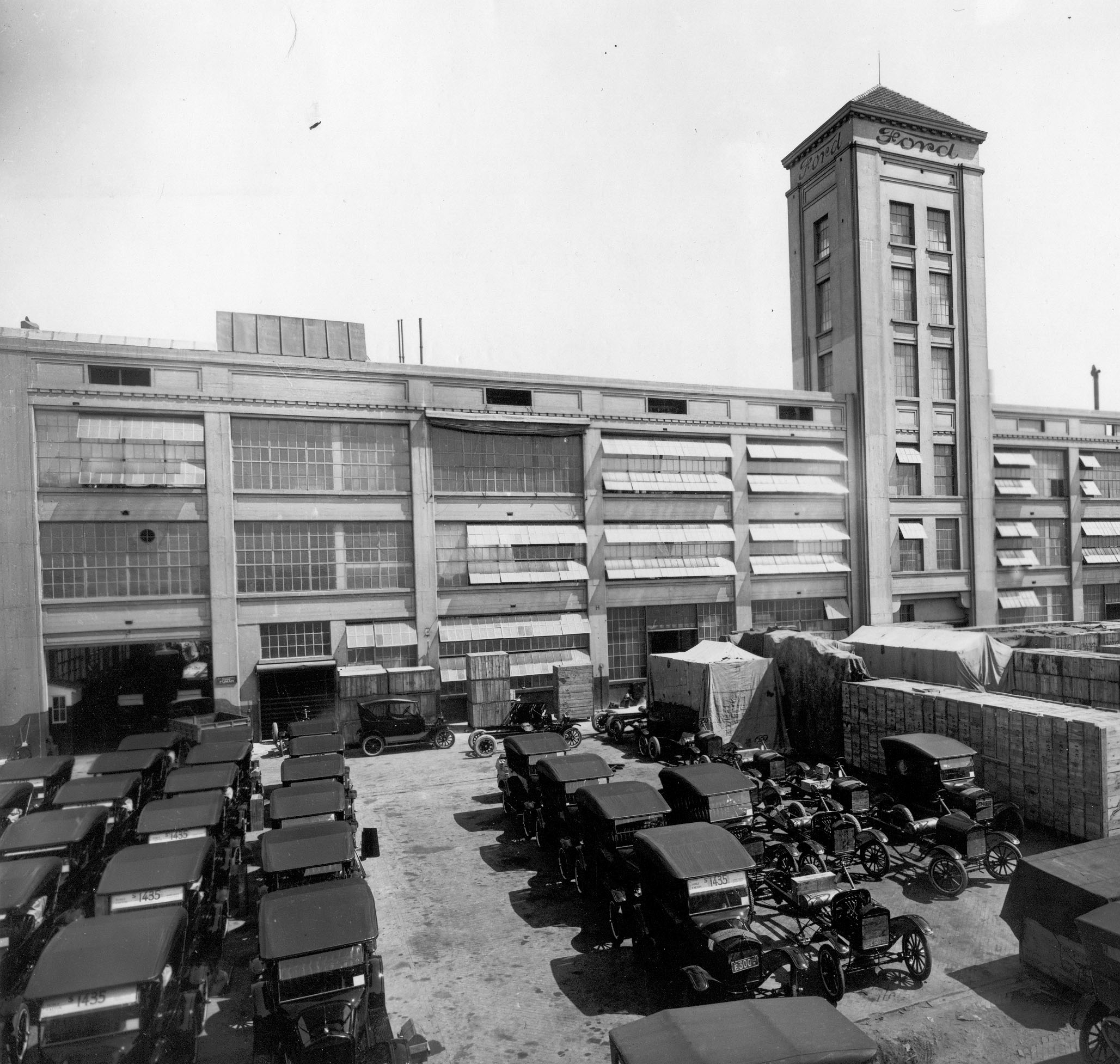
Primera planta de ensamble de Ford en La Boca, Buenos Aires, 1921.

En 1913, Ford entró al mercado argentino, y en 1917, Buenos Aires se convirtió en el hogar de la primera operación de ensamblaje de productos Ford en América Latina. En 1922 se inauguró una fábrica de estampado y ensamblaje en La Boca. En ese momento, los productos se comercializaban a través de una red compuesta por 285 distribuidores. El personal administrativo y el personal de los trabajadores asalariados ascendió a 400. Posteriormente, y debido a la creciente demanda, se amplió la planta, llegando a tener una plantilla compuesta por 1.500 personas.

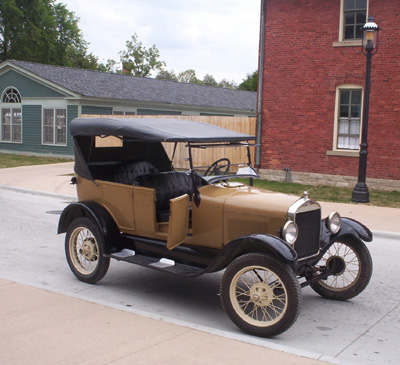
Ford T en 1927.

En 1939, con el estallido de la Segunda Guerra Mundial, se cierra la importación de vehículos y componentes. La producción se limitó a terminar las unidades con el material disponible, pero la creciente falta de suministros básicos para la producción obligó a detener la actividad. En esa época, Ford fabricaba baterías y atendía a sus clientes con la venta de repuestos y accesorios para automóviles fabricados en talleres locales. Más tarde, esto daría lugar al inicio de la industria argentina de autopartes.

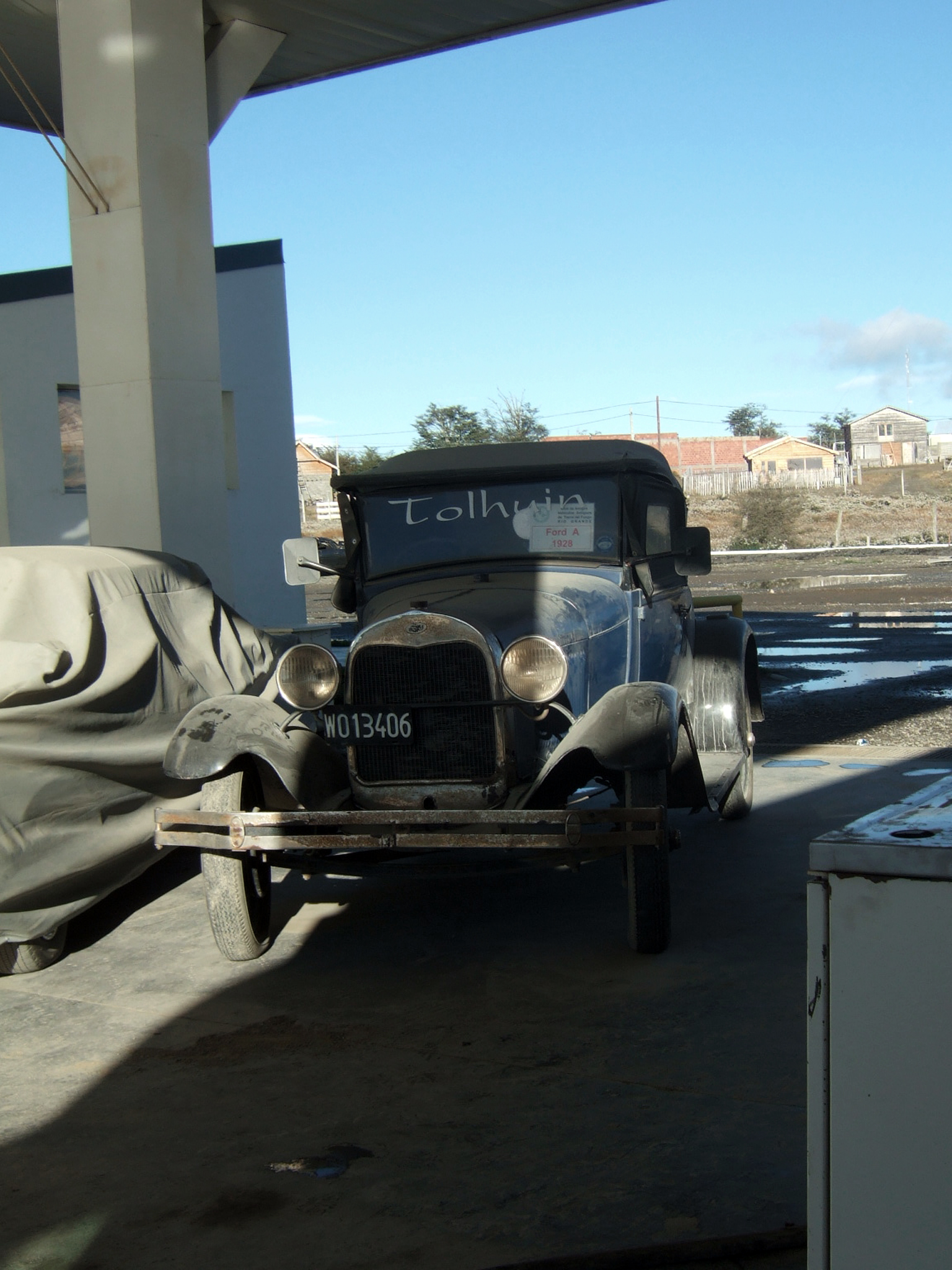
Ford A en 1965.

En 1957, las actividades de Ford Motor Argentina se reiniciaron en sus instalaciones de La Boca con los primeros vehículos comerciales de la línea "F" de pick ups producidos. Esta planta de fabricación se inauguró originalmente en 1925 para la producción del Ford Modelo T. En 1962 se comenzaron a producir los pick ups de la línea "F" en la Planta de Ensamble de Pacheco. De esta forma, la original Ford Motor Argentina S.A. se constituyó en 1959.
En 1987, Autolatina Argentina fue formada tras la fusión de Ford Motor Argentina y Volkswagen Argentina. Cada marca mantuvo su propia imagen corporativa, las estructuras de marketing y ventas, así como los concesionarios independientes y las tiendas de servicios. Todos los demás departamentos se consolidaron, lo que permitió una importante reducción de costes, pero también una reducción de la plantilla considerable. Las cifras de ventas y la rentabilidad fueron decepcionantes y la empresa en participación se disolvió en 1994, y el 1 de enero de 1995 Ford Argentina S.A. fue restablecida. Bajo los planes de separación de Autolatina, Ford se convirtió en el único propietario de la planta de Pacheco, la cual fue modificada para incorporar la producción de los productos Escort y Ranger (Volkswagen adquirió la fábrica de camiones existente y la transformó para el montaje de automóviles).
En 1988 la empresa fue reconocida con un Premio Konex a la Empresa y Comunidad de la Argentina.
En diciembre de 1996, todas las plantas de Ford Argentina y la División de Atención al Cliente obtuvieron la certificación ISO 9002 y en abril de 1999, la Planta de Ensamble de Pacheco obtuvo la certificación ISO 14001.
En agosto de 2000 comenzó la producción del Ford Focus en la planta de Pacheco, siendo distinguido como el "Auto del Año" en Argentina. Ese mismo año, Ford tenía el 14,9% de la cuota del mercado, ocupando el segundo lugar. La participación de mercado fue de 13.4% en autos y 18.9% en camiones; donde Ford mantiene el liderazgo, el volumen de producción fue de 56.300 unidades. Ford ocupó el primer lugar entre los fabricantes de automóviles en cuanto a exportaciones.
En 2007, Ford tiene una cuota de mercado del 12,8%, tercera después de Peugeot-Citroën (28,5%) y General Motors (20,5%), con un volumen de producción de más de 64.000 unidades.
En 2018, dos exejecutivos de la compañía fueron condenados por secuestro y tortura de trabajadores de la empresa durante la dictadura argentina de 1976-1983. Los hombres fueron condenados a 10 y 12 años respectivamente.

## Modelos

### Automóviles
- Ford T ensamblado (1917–1925)
- Ford T manufacturado (1925–1928)
- Ford A (1928–1932)
- Ford V8 (1932–1942)
- Ford Falcon (1962–1991)[8]
- Ford Fairlane (1969–1981)
- Ford Taunus (1974–1984)
- Ford Sierra (1984–1993)
- Ford Escort (1988–2003)
- Ford Courier (1998–2007)
- Ford Orion (1994–1997)
- Ford Galaxy (1992–1995)
- Ford Focus (1999–2019)[12]

### Camiones y camionetas
- Ford F-250 Chasís
- Ford F-350 Chasís
- Ford F-400 Chasís
- Ford F-500 Chasís
- Ford F-600 Chasís
- Ford B-600 Chasís
- Ford F-700 Chasís
- Ford F-6000 Chasís
- Ford F-7000 Chasís
- Ford F-100 / F-150 Pick-up (1957–1997)
- Ford F-150 / F-250 Pick-up (2x4 / 4x4) (1980–1997)
- Ford Cargo 1722 (1998–2000)
- Ford Ranger (1997–actualidad)